# Кармиэль
Кармиэль (ивр. כַּרְמִיאֵל‎) — город в Израиле. Расположен в Западной Галилее, в 35 км от Тверии, 22 км от Акко, 45 км от Хайфы. Население на 2016 год — 44 858 человек. Город основан в 1964 году.
Кармиэль — коммерческий, культурный и индустриальный центр региона. Город, население которого составляют как уроженцы страны, так и репатрианты из 80 стран мира, имеет развитую промышленность, от обработки дерева и металла до производства пластических материалов, современной электроники и компьютерного оборудования. Город находится на высоте 250 м над уровнем моря, окружён живописными холмами, расположен в 20 км от побережья Средиземного моря. Климат — сухой, умеренный, разительно отличается от приморских городов прохладой в летние месяцы и мягкостью в зимние. Город изначально возводился с учётом генерального плана строительства с индивидуальным проектированием каждого района. Для создания более качественной экологической обстановки промышленная зона в Кармиэле полностью отделена от жилых кварталов, а также насажены многочисленные парки и скверы.

## География
Кармиэль расположен в 20 км от побережья Средиземного моря в Западной Галилее в долине Бейт-Керем, на границе с Верхней Галилеей. Высота над уровнем моря — от 250 до 400 м. Рельеф города — гористый. Город расположен в 26 км от Тивериадского озера. Климат в городе горный, с относительно низкой влажностью: 55 % с апреля по октябрь и 65—70 % с ноября по март месяц.
Через Кармиэль проходит шоссе 85, ведущее из Акко к озеру Кинерет. Также в районе города расположены автодороги 784 и 854.

## Официальная символика
Городской флаг представляет полотнище национального флага Израиля (белое, с двумя голубыми полосами) с расположенным по центру гербом города. Герб представляет собой геральдический щит с изображением цветка анемона на фоне гор и восходящего солнца.

## Население
По данным Центрального статистического бюро Израиля, население на начало 2020 года составляло 46 252 человека.
Большинство населения города — евреи и арабы. Средний возраст жителей — 28 лет. 60 % населения является уроженцами страны и старожилами, около 40 % — репатрианты из более чем 75 стран. С начала 1990-х годов в Кармиэль прибыло более 20 тысяч выходцев из СССР и СНГ, вместе они составляют более 30 % населения города.
| Возрастная группа | Доля населения |
| ----------------- | -------------- |
| 0—4               | 7,3 %          |
| 5—9               | 7,2 %          |
| 10—14             | 6,8 %          |
| 15—19             | 6,5 %          |
| 20—29             | 16 %           |
| 30—44             | 18,4 %         |
| 45—59             | 19,7 %         |
| 60—64             | 5,4 %          |
| более 65          | 12,7 %         |

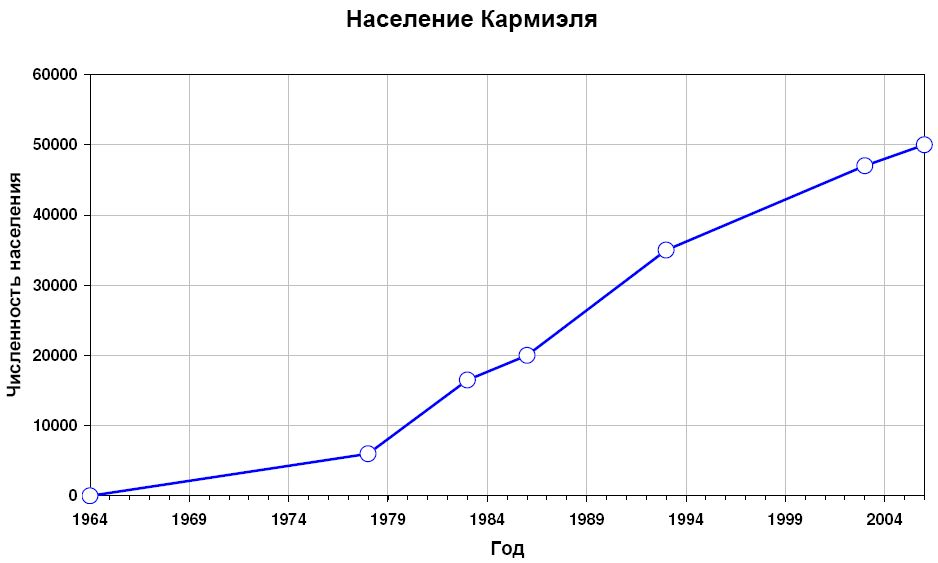
График построен на основании данных муниципалитета

Генеральный план развития города предполагает рост населения до 100—120 тысяч в течение 20 лет.

## История

### Основание

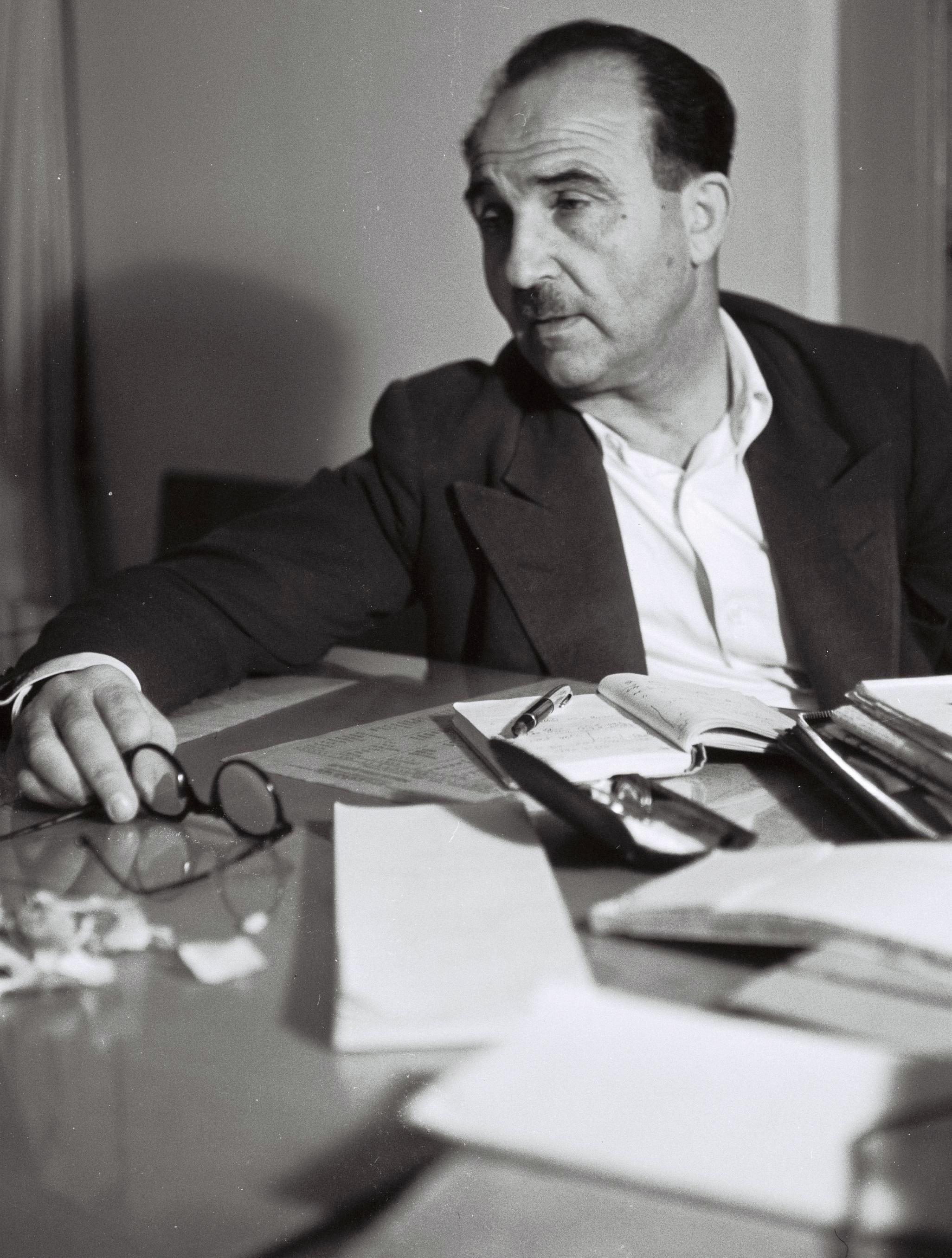
Премьер-министр Израиля Леви Эшколь, инициатор основания Кармиэля

Ещё в 1950-х годах в Еврейском агентстве встал вопрос об активном освоении Галилеи. На стыке Верхней и Нижней Галилеи земельным отделом Еврейского агентства было решено основать новый город. Идея была поддержана поселенческим отделом Еврейского агентства, а также его главой — Леви Эшколем. В 1960 году было начато планирование, проектирование и строительство нового города. Целью его основания было увеличение еврейского населения в районе преобладающего арабского населения. Также стратегическим было расположение города в середине трассы Акко-Цфат.
После назначения Леви Эшколя на должность премьер-министра в 1963 году было решено сделать приоритетным развитие Галилеи. Это относилось и к основанию Кармиэля. Предполагалось, что новый город станет промышленным, финансовым и социальным центром для окружающих населённых пунктов, с населением до 50000 человек.
29 октября 1964 года в присутствии именитых гостей был основан Кармиэль. Церемония широко освещалась прессой. Промзону города открыл министр промышленности и торговли Пинхас Сапир. Новому городу было дано имя «Кармиэль» по имени долины Бейт-ХаКерем (ивр. בית הכרם‎), где он расположен. Название этой долины упоминается в Мишне и Талмуде. План развития города предполагал постепенное развитие делового и торгового центра вблизи жилых кварталов. Претворение плана началось в 1969 году. Этой работой руководил Адам Таль.
Первые группы населения составляли, как уроженцы страны, так и новые репатрианты.

### 1960-е — 1990-е
Позже городскую администрацию возглавил Авраам Аргов. После отставки Аргова в 1968 году руководителем местного совета стал Барух Венгер. 20 ноября 1986 года местный совет был преобразован в муниципалитет, а Барух Венгер стал первым мэром. После смерти Баруха Венгера 22 ноября 1988 года и последующих выборов мэром был избран Ади Эльдар. В 1981 году было построено здание Центра абсорбции для приема репатриантов из разных стран — участников программ Еврейского агентства. В начале 1990-х годов произошёл взрывообразный рост населения за счёт волны репатриации из СССР, а позднее — стран СНГ и Балтии. Также в Кармиэль переехали уроженцы страны и старожилы из других регионов Израиля.

### Кармиэль во время Второй ливанской войны
Во время Второй ливанской войны (июль—август 2006 года) город подвергся обстрелу неуправляемыми реактивными снарядами со стороны боевиков террористической организации «Хезболла». На город упало около 180 ракет, вызвав разрушение домов и ущерб автомобилям и инфраструктуре. В арабских сёлах в окрестностях города было убито несколько человек.
Часть жителей Кармиэля покинула город во время обстрелов: многие переехали в палаточный городок около Ашкелона, построенный за счёт предпринимателя Аркадия Гайдамака, некоторые переехали в центр Израиля и в южные районы страны к родственникам и к добровольцам, принявшим у себя незнакомых людей. Большую работу по эвакуации жителей в этот период провёл муниципалитет города.
| Хроника ракетных обстрелов Кармиэля | Хроника ракетных обстрелов Кармиэля | Хроника ракетных обстрелов Кармиэля |
| ----------------------------------- | --- | ----------------------------------- |
| 13 июля                             | обстреляна арабская деревня Маджд эль-Крум вблизи Кармиэля: ракета упала между домами, ранены 2 человека                                                                                               |                                     |
| 14 июля                             | обстреляна промзона Кармиэля, повреждено одно здание |                                     |
| 15 июля                             | на Кармиэль упало 12 ракет, прямое попадание в жилые дома |                                     |
| 17 июля                             | 6 ракет упали на Кармиэль, прямое попадание в жилой дом |                                     |
| 19 июля                             | прямое попадание ракеты в жилой дом |                                     |
| 22 июля                             | на город упало 18 ракет: повреждено несколько жилых домов, ранены 5 человек, чудом удалось избежать гибели людей                                                                                       |                                     |
| 23 июля                             | в результате обстрелов и попадания в жилой дом — один легкораненый |                                     |
| 24 июля                             | прямое попадание в жилой дом; ракетой повышенной мощности повреждён памятник на одной из площадей (прямое попадание) и многочисленные жилые дома вокруг                                                |                                     |
| 25 июля                             | в результате обстрела в деревне Мрар рядом с Кармиэлем погибла 15-летняя девочка (в деревне проживают арабы и друзы)                                                                                   |                                     |
| 26 июля                             | прямое попадание в жилые дома, есть пострадавшие |                                     |
| 27 июля                             | прямое попадание в жилые и общественные здания |                                     |
| 28 июля                             | ракеты разорвались в деревне Пкиин рядом с Кармиэлем, есть пострадавшие |                                     |
| 3 августа                           | падение ракет на открытой местности |                                     |
| 4 августа                           | многочисленные падения ракет принесли серьёзный ущерб жилым домам, сожжено несколько автомобилей; в арабских деревнях Банья (Бине) и Маджд эль-Крум погибли 3 человека, в деревне Мрар погибла женщина |                                     |
| 7 августа                           | обстрелян Кармиэль, пострадавших нет |                                     |
| 8 августа                           | в очередной раз обстрелян Кармиэль, пострадавших нет |                                     |
| 9 августа                           | прямое попадание в жилой дом, пострадавших нет |                                     |
| 11 августа                          | повреждены жилые дома — ракета разорвалась во дворе |                                     |
| 12 августа                          | прямое попадание в жилой дом, пострадавших нет |                                     |
| 13 августа                          | ракеты разорвались на открытой местности |                                     |

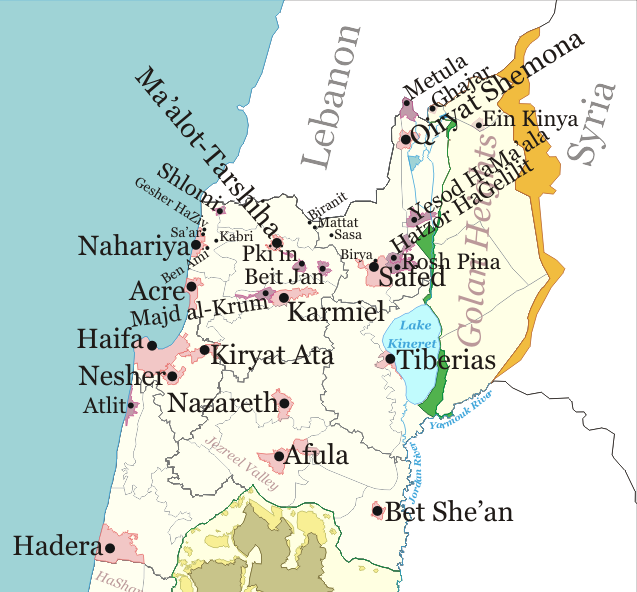
Карта районов Израиля, подвергшихся атакам Хезболлы
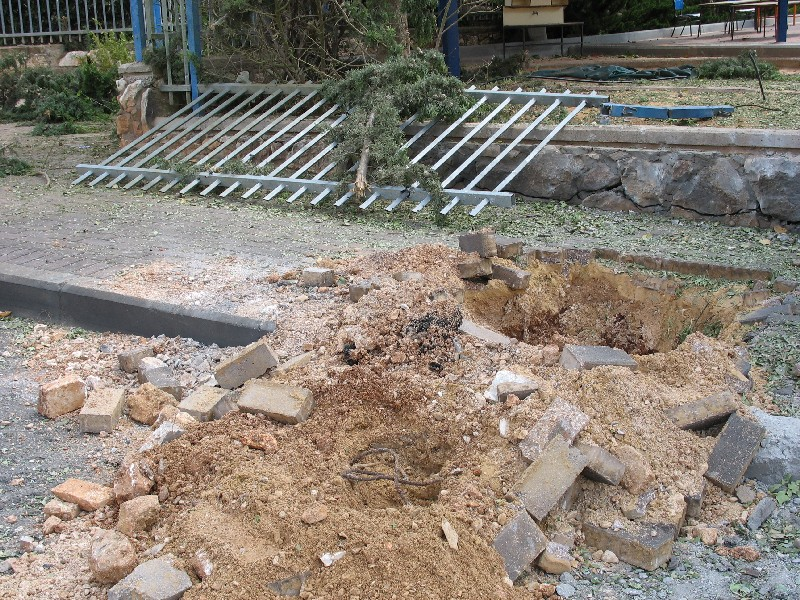
Место падения ракеты «Хезболлы» в Кармиэле во время войны, 15.07.2006 г.

### Краткая хронология развития города
Таблица построена на данных, приведенных муниципалитетом.
| Сентябрь 1964 года | в Кармиэле поселились первые 16 семей                                                                                             |
| Ноябрь 1964 года   | основание Кармиэля |
| Ноябрь 1966 года   | заложен торговый центр |
| Февраль 1968 года  | Барух Венгер назначен первым руководителем городского Совета                                                                      |
| 1972 год           | Кармиэль получил статус «город развития» и соответствующие льготы                                                                 |
| Декабрь 1978 года  | население города достигло 6 000 человек                                                                                           |
| Ноябрь 1982 года   | основан культурный центр |
| 1983 год           | население Кармиэля достигло 16 500 человек; приезд репатриантов из Эфиопии                                                        |
| Январь 1986 года   | население Кармиэля достигло 20 000 человек; местный Совет преобразован в муниципалитет                                            |
| Июль 1988 года     | проведен первый фестиваль танца в новом амфитеатре, рассчитанном на 25 000 человек, в этом же году основан колледж ОРТ им. Браудэ |
| Ноябрь 1988 года   | смерть первого мэра Баруха Венгера                                                                                                |
| Апрель 1989 года   | мэром избран Ади Эльдар |
| 1990 год—2002 год  | в Кармиэль прибыло около 18 000 репатриантов                                                                                      |
| 1994 год           | основана программа «Партнёрство 2000» с городами Балтимор и Питтсбург                                                             |
| 2003 год           | население Кармиэля достигает 47 000 человек                                                                                       |
| 2004 год           | празднование 40-летия основания города, открытие парка Агалиль                                                                    |
| 2006 год           | население города достигает 50 000 человек; город подвергся ракетным атакам ливанской террористической организации «Хезболла»      |

## Городские районы
Город развивался в соответствии с генеральным планом.
- Первый микрорайон был заложен в 1967—1978 годах.
- Южный район (ивр. דרומית‎) строился в период с 1970 по 1978 год. В районе построено много государственных льготных квартир. В районе расположены две поликлиники, женский клуб и магазины.
- Западный район (ивр. מערבית‎) был возведён в 1980—1983 годах. В районе построено много государственных льготных квартир. Позднее были построены виллы.
- К приезду репатриантов из стран СССР и СНГ в 1992—1995 году был построен район Агалиль (ивр. הגליל‎). Министерство строительства под руководством Ариэля Шарона организовало массовое строительство недорогих квартир с целью привлечь в город новых репатриантов и существенно увеличить численность населения. Дополнительное развитие этого района произошло в 2000—2002 годах, когда были построены многоквартирные дома улучшенной планировки и коттеджи. В районе имеются две школы (начальная и средняя), детские сады, клуб пенсионеров и молодёжный клуб, дом культуры. К району примыкает Академический колледж им. Брауде. На границе с Южным районом находится торговый центр «Лев Кармиэль».
- С той же целью началось строительство района Гиват-Рам (ивр. גבעת רם‎). В 1991—1993 годах. были построены одноэтажные коттеджи, а позднее (к 1998 году) были простроены многоквартирные дома. В районе имеется начальная школа, работают магазины, поликлиника, почта
- В период с 1990 по 1993 год был возведён район Саги (ивр. שגיא‎), в основном застроенный мини-коттеджами.
- В 1996 году началось строительство района Рамат Рабин (ивр. רמת רבין‎). Строительство района продолжается. Район, в основном, застроен многоквартирными домами и мини-коттеджами. Несколько многоквартирных домов переданы под льготное съёмное жильё для пенсионеров-репатриантов. В районе уже имеется достаточно развитая инфраструктура, действует клуб, начальная школа, поликлиника, магазины и кафе, но отсутствует почтовое отделение.
- В 1984—1998 годах были построены районы Ирисим (ивр. איריסים‎) и Гиват Макош (ивр. גבעת מקוש‎). В этих микрорайонах в 90-х годах были построены виллы и мини-коттеджи.
- Заложен новый район на горе Карми — Рехавам (ивр. רחבעם‎), названный в честь убитого в 2001 году террористами министра туризма Рехавама Зееви. В настоящее время ведётся активное строительство. Некоторые участки застроены и заселены.

Строительство района Рамат-Рабин и парка Агалиль. 1999 г.
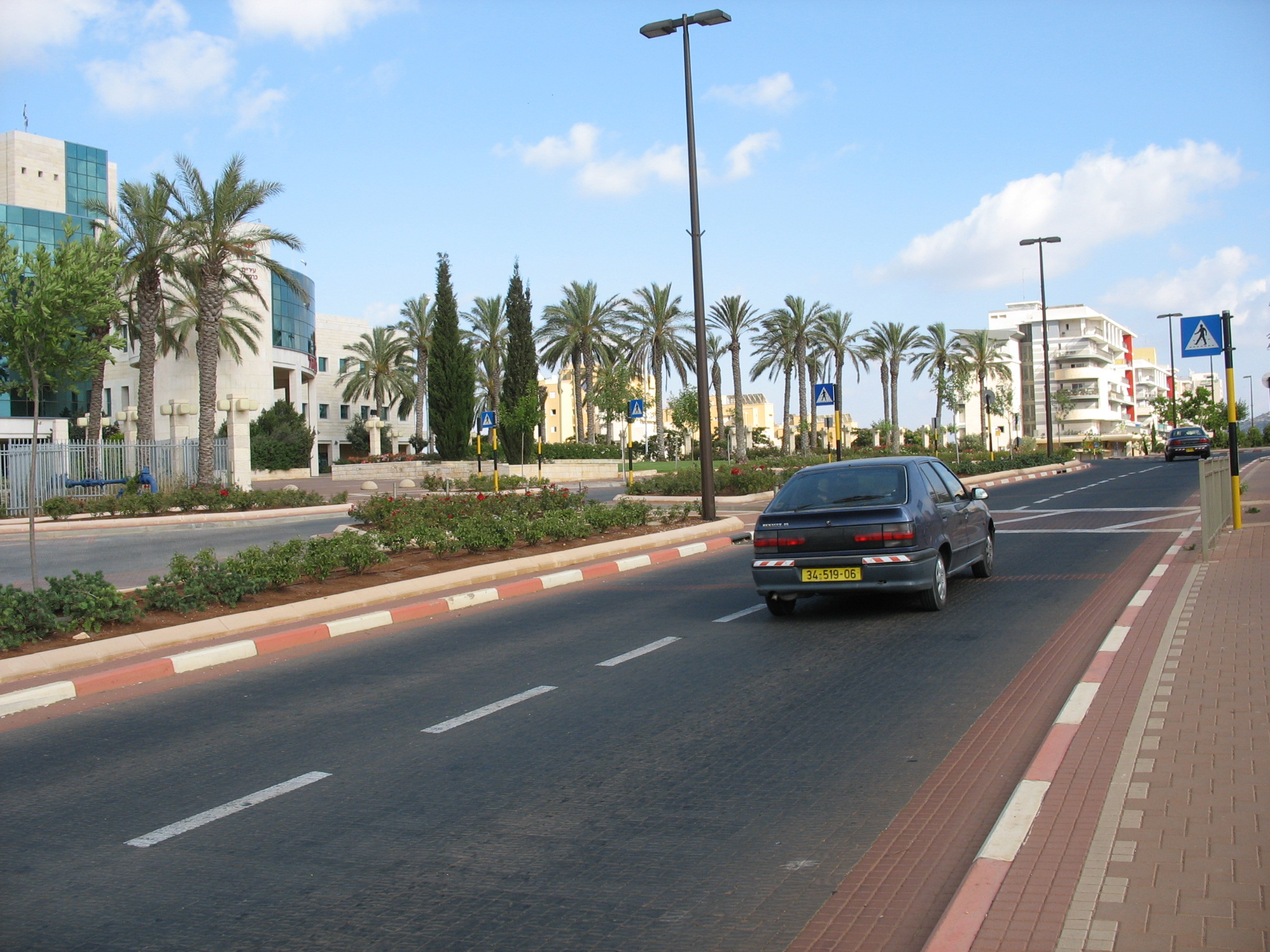
Улица ККЛ
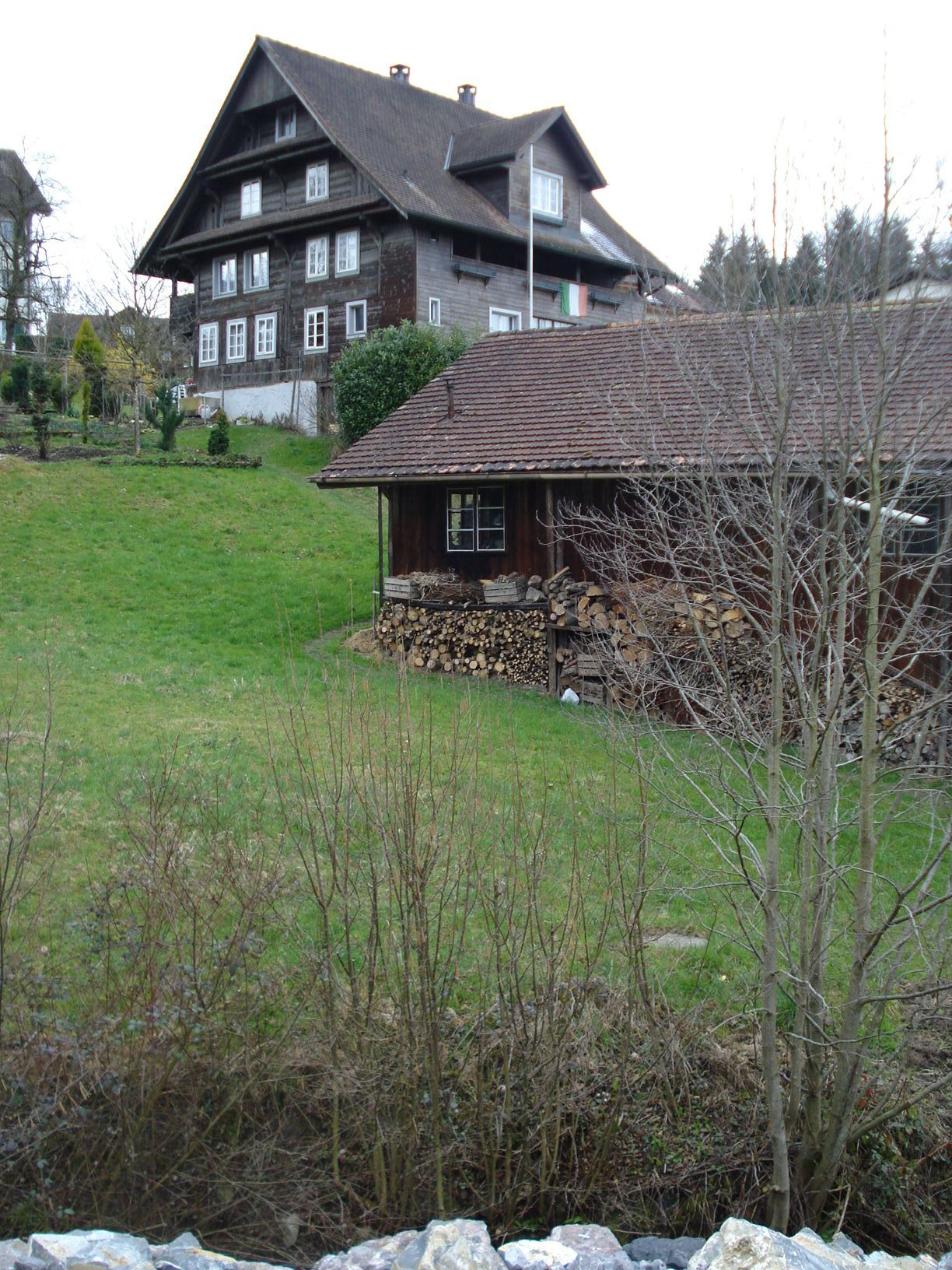
Район Саги
Южный район и окружающие город горы Галилеи
Район Гиват Макош
Район Агалиль
Район Рамат-Рабин
Микрорайон Адар

### Архитектура
Среди городских построек имеется несколько нестандартных зданий, в том числе построенных в последнее десятилетие. Синагога на улице Эшколот облицована иерусалимским камнем, окна представляют собой витражи с цветными узорами (изображения людей и животных запрещены в иудаизме). В районе Рамат-Рабин выделяются многоэтажные дома нестандартного вида, похожие на арку парижского района Дефанс. Также отличается от обычного архитектурное решение здания дома престарелых и дворца культуры «Эшколь Паис» вблизи района Агалиль.
Архитектурный ансамбль на улице ККЛ начинается от здания городского совета (муниципалитета) и включает несколько домов повышенной этажности. В 2001 году, накануне теракта в Нью-Йорке 11 сентября, два здания из этого ансамбля были названы «башнями Манхэттена».
Улица ККЛ заканчивается на площади Ирисов (ивр. כיכר האיריסים‎). На площади находится здание торгового центра «Лев Кармиэль». На противоположной стороне расположен необычно спроектированный фонтан.

Синагога в районе Агалиль
Фонтан на площади Ирисов
Здание городского совета Кармиэля
Дом престарелых им. Хэнси Братт

## Экономика

### Промышленность
В восточном районе города находится промышленный район с 80 фабриками и мастерскими, где занято около 8000 человек. В Кармиэле расположены предприятия наукоёмкой промышленности: Elbit Systems, Vishay Intertechnology, USR и др., предприятия машиностроительной и металлообрабатывающей промышленности: MTC, Elasomer и др. В Кармиэле расположен завод фирмы «Штраус», производящий салаты Архивная копия от 24 февраля 2012 на Wayback Machine. Вблизи Кармиэля (15 км от города) находятся промышленная зона Тефен и промышленная зона Бар-Лев, где работают многие жители города.

### Транспорт
Город расположен на автомагистрали № 85 (Акко — Цфат) в 20 км от Акко. Основная транспортная связь осуществляется автобусами, как междугородними, так и внутригородскими. Была открыта центральная автобусная станция. Регулярное автобусное движение связывает Кармиэль с Тель-Авивом, Хайфой, Иерусалимом, Акко, Цфатом, Кирьят-Шмоной. Развита сеть маршрутных такси. Несмотря на развитую сеть общественного транспорта, основная часть населения пользуется личными автомобилями.
Городские автобусные маршруты обслуживает компания Эгед. Действует 4 дневных маршрута и 2 вечерних.
24 февраля 2010 года принято правительственное решение о строительстве железнодорожной линии Кармиэль-Акко. Такое строительство предполагалось ранее, однако из-за военного конфликта в 2006 г. строительство не было начато. Предполагается, что движение по новой линии будет запущено в 2014 году. На строительство выделено 3,5 млрд шекелей. В 2012 г. начались строительные работы. 20 сентября 2017 года линия Кармиэль — Хайфа открылась.
К 2030 году планируется продлить железную дорогу от Кармиэля до Кирьят-Шмоны. Стоимость работ оценивается в 18,7 млрд шекелей. Этот участок станет частью скоростной железнодорожной магистрали до Эйлата со скоростью движения 250 км в час.

### Торговля
В Кармиэле расположено 8 крупных торговых центров:
- Торговый центр «Биг»[15] расположен в промышленной зоне. Большая площадь застроена лёгкими павильонами, в которых расположились многочисленные магазины всеизраильских и международных сетей (например, «Office Depot»). Всего в торговом центре расположено более 50 магазинов на торговой площади 21 000 м² со стоянкой на 1600 парковочных мест[16].
- Торговый центр «Лев Кармиэль» («Сердце Кармиэля») расположен вблизи районов Южного и Агалиль. Три этажа здания заняты магазинами, филиалами почты и банка. В подземном этаже также расположены кафе и автостоянка. Всего в торговом центре расположено более 85 магазинов на площади 11 000 м²[17].
- Торговый центр «Хуцот Кармиэль», трехэтажный центр расположенный на площади 18 000 м², получил в 2008 году инвестиций на 25 миллионов долларов[18].
- «Кикар Аир» («Городская площадь») — многоэтажный торговый центр, открытый в 1991 году. После переезда муниципалитета в новое здание на улице ККЛ рядом с районами Агалиль и Адар, а также открытия торгового центра «Лев Кармиэль» и торговых рядов на ул. ККЛ, торговый центр «Кикар Аир» начал приходить в упадок, например, закрылся большой супермаркет[19].
- Торговый центр крупной сети некошерных магазинов «Тив Таам» (ивр. טיב טעם‎ — «вкус и качество») и «Радуга» пользуются популярностью у выходцев из СССР/СНГ. В них можно купить продукты, как израильского производства, так и привезённые из России, с Украины, из Грузии[20].
- Торговый центр района Рамат-Рабин.
- Торговый центр района Гиват-Рам.
- Торговый центр на улице Бейт-Акерем.

Торговый центр «Лев Кармиэль»
Торговые галереи на улице ККЛ
Торговый центр на улице Бейт-Акерем

## Социальная сфера

### Администрация
На выборах в 2018 году на пост главы муниципалитета был избран Моше Конинский (ивр. משה קונינסקי‎)
Ади Эльдар (партия Кадима) занимал пост мэра города с 1989 года. Его основным соперником и главой оппозиции являлась бывший вице-мэр Рина Гринберг (партия НДИ), проигравшая очередные выборы в ноябре 2008 года, но получившая на 1 мандат больше на выборах городского совета.
Администрация города добилась присвоения международной сертификации своих услуг по стандарту ISO 9002 и ISO 12000 по качеству окружающей среды.
В Кармиэле есть представительства важнейших государственных служб, например Национальной службы занятости, Министерства абсорбции, почтовое отделение, Служба национального страхования, отделение полиции и Министерства внутренних дел, Центра абсорбции для новых репатриантов, Электрической компании, а также частные сервисные службы — отделения банков, компаний связи и т. п.
Рина Гринберг обращает внимание на ряд нарастающих в городе проблем, в частности на вопрос безопасности в связи с «бандитизмом и вандализмом молодёжи» из соседних арабских сёл и экологические вопросы.
Существует также проблема трудоустройства, в городе при наличии квалифицированных кадров нет крупных промышленных предприятий.
Среднемесячная заработная плата работника в течение 2019 года составила 8426 шекелей (в среднем по стране: 9745 шекелей).]

### Образование
| Всего школ                           | 21    |
| Начальных школ                       | 11    |
| Всего учащихся                       | 10000 |
| Количество классов                   | 293   |

Центр профессиональной переподготовки министерства труда

| Среднее количество учеников в классе | 27,1  |

В городе имеются две светские средние школы («ОРТ Псагот» и «ОРТ Крамим»), государственная религиозная средняя школа «Амит», школа «Человек, общество и природа» (9-12 классы), 11 начальных школ, академический колледж им. Брауде, центр профессиональной переподготовки министерства труда.
В 1986 году открылся ульпан для изучения новыми репатриантами иврита, израильской и еврейской истории, культуры и обычаев.
Академический колледж, созданный в 1988 году, присваивает степени магистра, бакалавра и младшего инженера. Обучение проводится по специальностям биотехнология, электричество и электроника, промышленность и управление, машиностроение, информационные системы. С 1 сентября 2008 года в колледже начал действовать второй в стране факультет прикладной математики. На новом факультете 12 штатных и 12 внештатных сотрудников.
Получить высшее образование в области общественных наук, в том числе без отрыва от работы, жители Кармиэля могут в Акко, где расположен колледж Бар-Иланского университета.
Центр профессиональной переподготовки организует курсы по разным специальностям для безработных, такие как: работа на станках с программным управлением, компьютерное черчение, кройка и шитьё, автодело, слесарные работы и другие.
Город находится на 46 месте в стране по уровню финансирования системы просвещения, и на 39 месте — по уровню сдачи экзаменов на аттестат зрелости, который здесь получают лишь 56 % учащихся.
Средние школы и академический колледж принадлежат к сети учебных заведений ОРТ, созданной в России в начале XX века. Аббревиатура ОРТ взята из русского языка и означает «Объединение рабочего труда».

### Медицина
Медицинские услуги в городе оказывают 4 больничные кассы: Клалит, Маккаби, Меухедет и Леумит. Работает служба скорой помощи, рентген, амбулаторные услуги врачей-специалистов и т. д. Оказываются специализированные стоматологические и психологические услуги для детей, офтальмология.

### Культура
Город располагает Центром культуры вместимостью 800 мест и летним амфитеатром для проведения масштабных мероприятий вместимостью 25 тысяч человек. В промзоне города работают два кинотеатра: «Movieland» и «Hot Cinema». Городская библиотека содержит 80 тысяч книг.

#### Фестиваль танца
С 1988 года летом ежегодно проводится трёхдневный международный фестиваль танца. На него съезжаются зрители со всего Израиля. На фестиваль приезжают коллективы танца и балета со всего мира, в том числе из стран СНГ.
В 2006 году фестиваль танца из-за военных действий был перенесён на октябрь (с 9 по 11 число). В 2009 году в фестивале приняли участие около 6000 артистов, его посетили более 300 тысяч гостей. В 2012 году фестиваль прошёл в 25-й раз и состоялся с 7 по 9 августа.

#### Кармиэльский оркестр (The Karmiel Orchestra)
Оркестр создан в 1991 году муниципалитетом города. Оркестр объединил музыкантов-репатриантов из СССР и СНГ.
Художественный руководитель и дирижёр — Владимир Штукмейстер. В составе оркестра 15 музыкантов и 3 вокалиста.
Оркестр выступал в Бельгии, Нидерландах, Франции, Испании, Греции, США, Белоруссии. В 1994 году оркестр занял второе место на конкурсе оркестров в Дижоне, а в 2000 году — первое место на всеизраильском конкурсе оркестров. В сентябре 2006 года оркестр участвовал в фестивале «Мирабель» в Меце — городе-побратиме Кармиэля во Франции. Кроме Меца, оркестр выступал в городах Мерли, Нанси, Лонвиль, Люксембург и в столице Франции Париже. В концертах приняли участие певцы Юлия Масти и Дмитрий Павлычев.

#### Общинный центр «Ницоц-Маханаим»
Ницоц-Маханаим — открытый еврейский общинный центр, созданный в Кармиэле в рамках общеизраильского проекта «Общины» организации «Маханаим». Расположен в Каньоне «Кикар а-Ир», 1-й этаж (ул. Насиэй Исраэль). Руководитель общинного центра — рав Эли Тальберг.
В центре Ницоц-Маханаим работает бейт-мидраш, ульпан-гиюр, ульпан иврита, молодёжный клуб, женский клуб, ряд кружков и семинаров для подростков и взрослых. Регулярно проводятся экскурсии по Святой Земле, от семейно-спортивных до национально-исторических, ориентированных на посещение святых мест еврейского народа.

#### Художественные галереи
В городе имеются три художественные галереи: галерея муниципалитета,
галерея дворца культуры и галерея колледжа им. Брауде.

#### Прочее
14-15 марта 2008 года при поддержке городского муниципалитета состоялся двухдневный Всеизраильский фестиваль ЧГК «Весна в Кармиэле — 2008». Игровая программа проходила в зале гостиницы «Кохав а-Галиль».
С тех пор фестиваль проходит ежегодно. 25-26 марта 2011 состоялся в четвёртый раз.

### Печать
Основные местные издания на иврите — «Едиот Кармиэль» («Новости Кармиэля», ивр. ידיעות כרמיאל‎) и «Кармиэль Айом» («Кармиэль сегодня», ивр. כרמיאל היום‎). Издаётся еженедельная газета муниципалитета на русском языке «Новости Кармиэля».

## Знаменитые жители города
- Яков Моисеевич Подольный, врач-психиатр. Неоднократный победитель телевикторины «Своя игра». В «Золотой дюжине» — со II цикла, в X цикле не участвовал по состоянию здоровья, в XI цикле пытался вернуться, но проиграл. Чемпион VI и VII циклов. Играет также в турнирах по «Что? Где? Когда?», входит в команду «10-й вал» — вице-чемпион мира 2004 года, чемпион Израиля 2000 года. Команда Кармиэля во главе с Я. М. Подольным стала победителем телевикторины «Чеширский кот» на девятом канале израильского ТВ[43].
- Леонид Моисеевич Сорока, поэт и прозаик. Живёт в Кармиэле с 1991 года[44]
- Ади Эльдар, мэр Кармиэля с 1989 года по 2018 год. В 1994 году избран председателем Центра местной власти Израиля (объединения мэров)[45].
- Ицхак Брик — почетный гражданин Кармиэля. Он является генеральным директором «ЭШЕЛ» — Ассоциации планирования и оказания услуг пожилым людям. Он также президент Международной федерации в поддержку старости, председатель Израильской ассоциации социальных услуг, заместитель председателя Центра исследования старости при Хайфском университете, член комиссии Европейского сообщества по исследованиям в области старости и физических ограничений людей, председатель Совета социальных работников. Доктор Брик оказал большую помощь пожилым жителям Кармиэля, в частности способствовал созданию центров занятости для них[46].
- Дима Абраменко, Тренер и действующий игрок настольного тенниса. Чемпион Израиля 1996 года. Наставник 16-ти чемпионов Израиля в различных возрастных группах.

По состоянию на 2004 год в Кармиэле звание почётного гражданина города присвоено 32 людям.

## Парки города
- Парк Офиры («холодный парк»)[47]. Парк расположен в центре города и назван в честь Офиры Резников[англ.] (1936—1993) — жены бывшего президента Израиля Ицхака Навона, деятельницы женского движения.
- Парк Агалиль[48]. Ранее на месте парка существовала каменоломня. В 1994—1995 годы начались работы по благоустройству территории парка. Был построен амфитеатр, проложены аллеи. Официальное открытие состоялось во время празднования дня Независимости Израиля в 2004 году. Парк является одним из крупнейших и красивейших парков в городах Израиля[49].
- Парк района Рамат-Рабин. На территории парка находятся развалины церкви византийского периода и городища того же времени. Сохранились остатки старинной мозаики.
- Парк Алон.
- Парк Мишпаха (букв. Семейный парк) открыт 9 сентября 2008 года. В парке имеются площадки для минигольфа и боулинга, кафе, большие шахматы и лабиринт из кустов. Парк является платным для иногородних граждан.
- Парк района Макош.

Парк Офиры
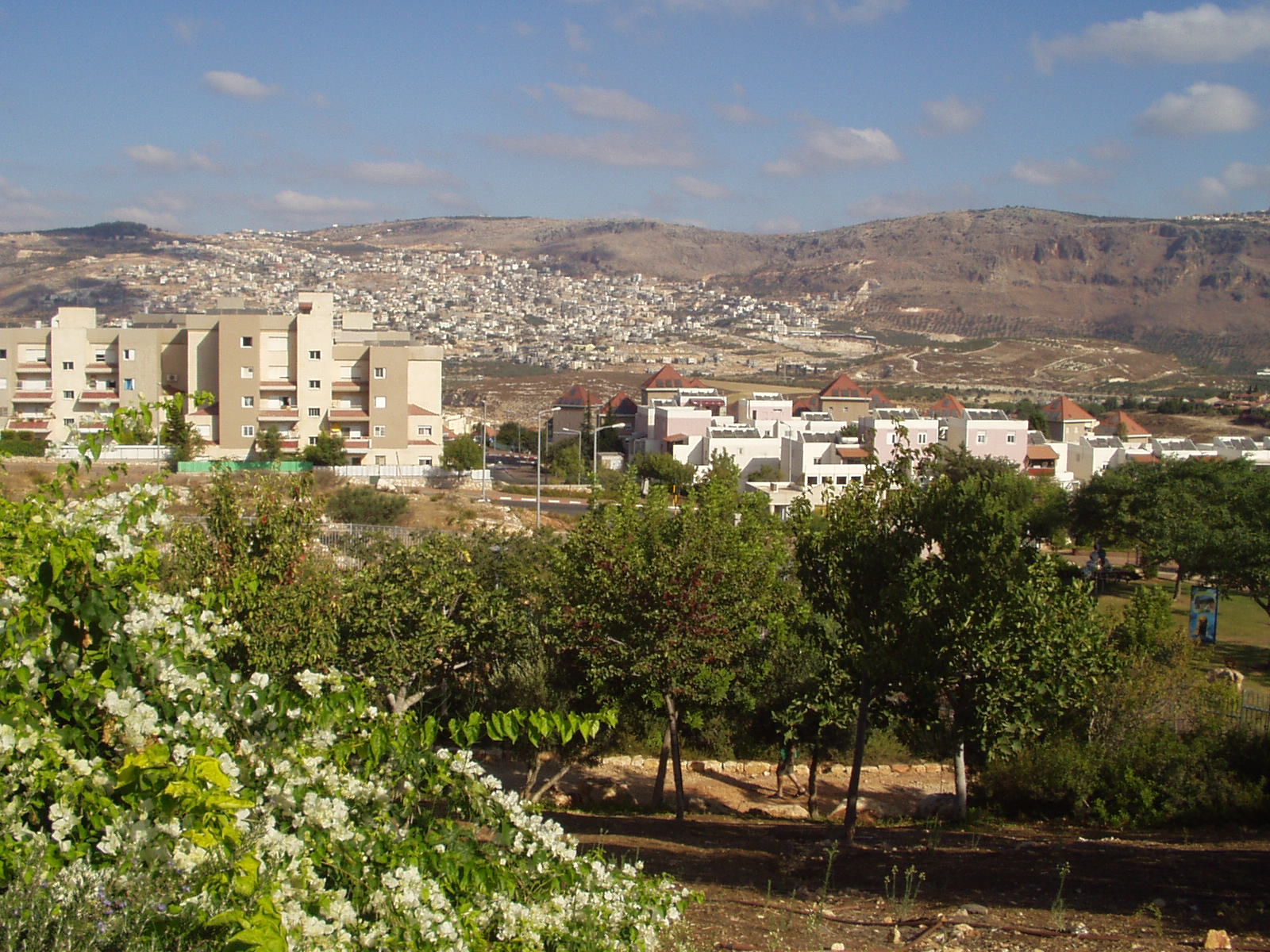
В парке Агалиль
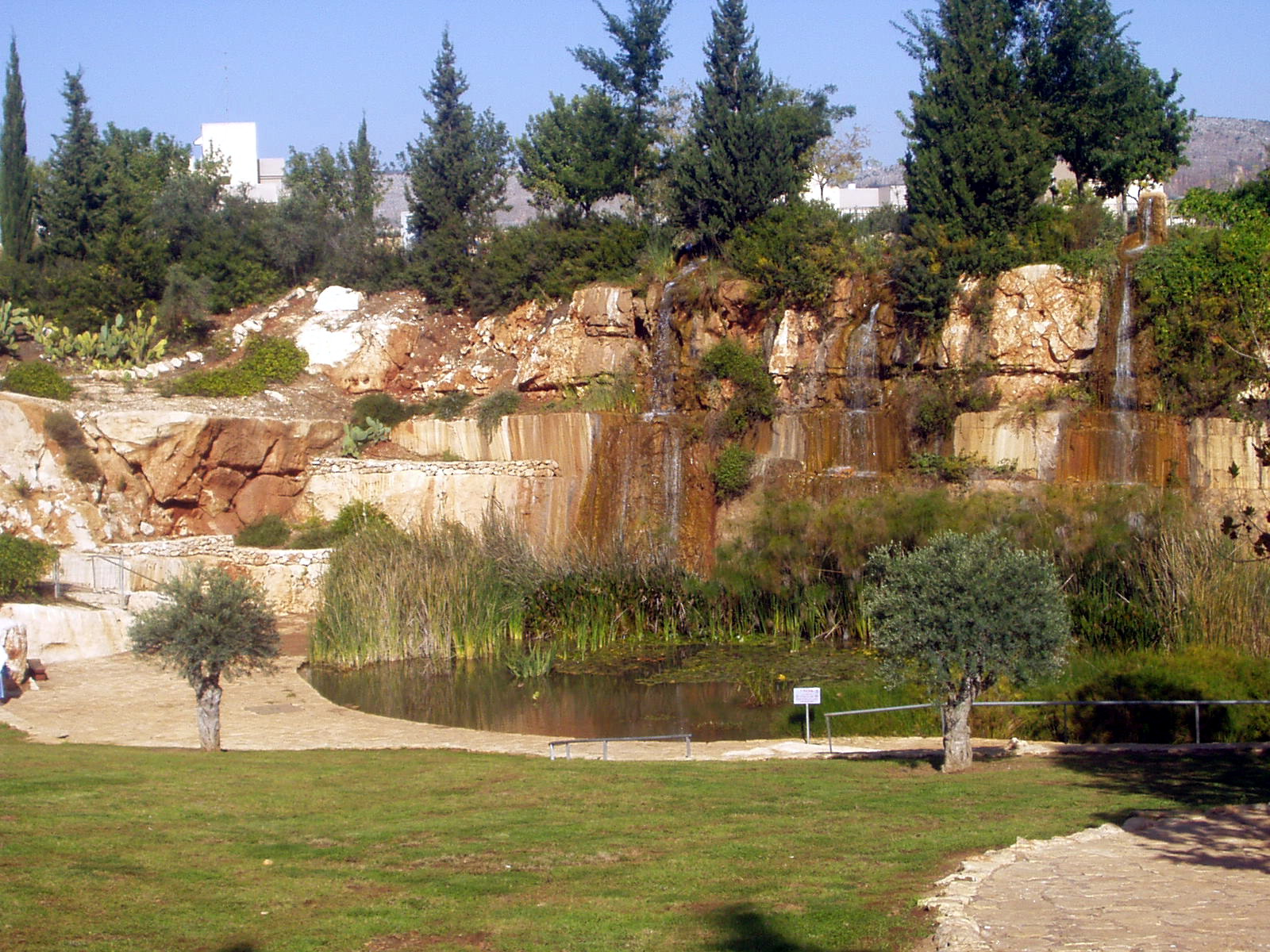
Искусственный водоём и водопад в парке Агалиль
Развалины строения османского периода в парке «Рамат-Рабин»
Мозаика византийского периода в парке «Рамат-Рабин»
Парк Мишпаха
Парк Мишпаха
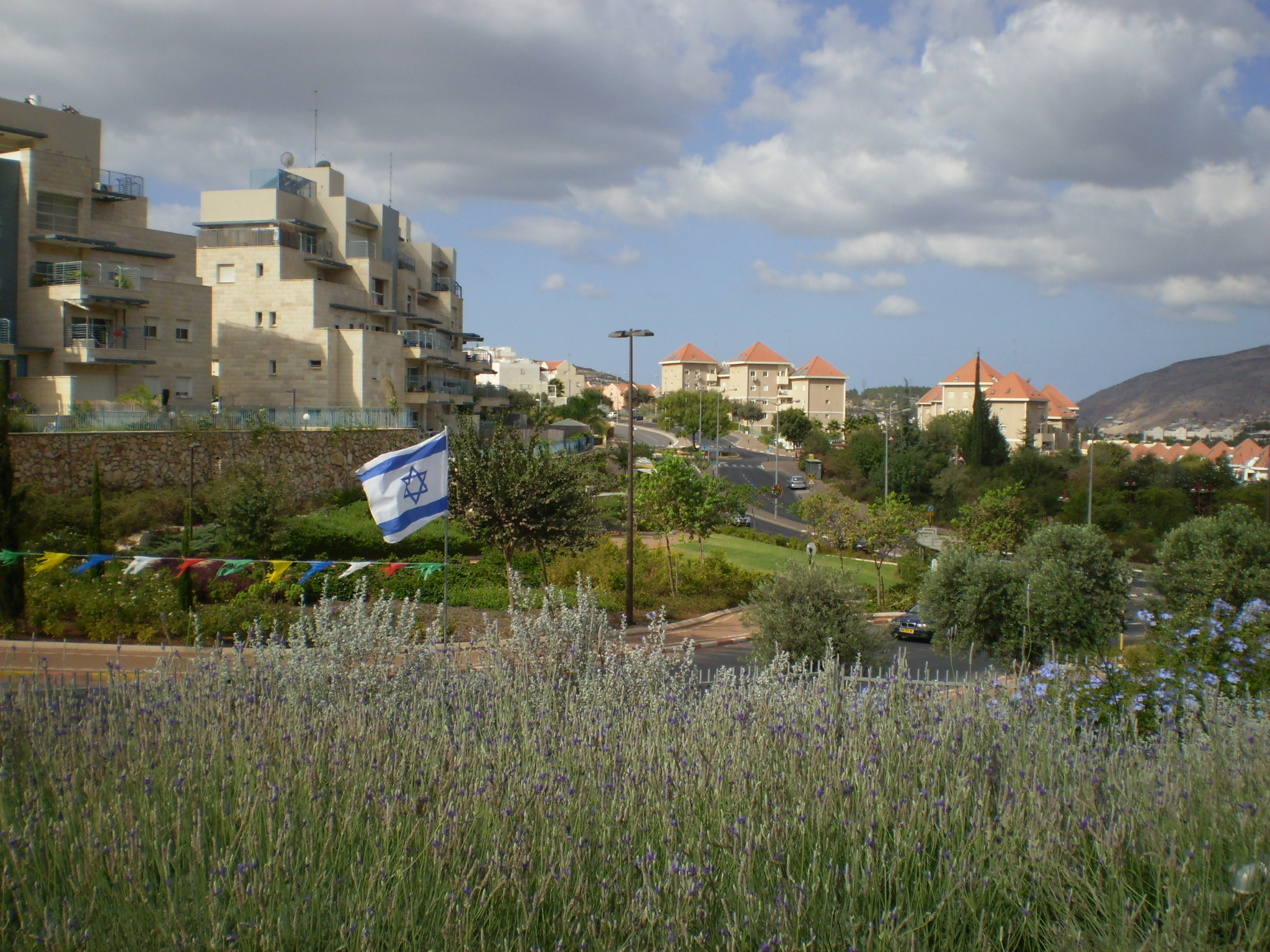
Вид на город из нового семейного парка

## Окрестности города
Город находится в окружении живописных гор Галилеи и многочисленных хвойных и лиственных лесов. Вблизи Кармиэля (около 7 км) находится природный заповедник — долина ручья Цальмон. В заповеднике находятся развалины старой мельницы, моста и церкви. В промышленном парке Тефен в 15 км от Кармиэля находятся музей скульптуры под открытым небом, музей немецкоговорящего еврейства и музей автомобилей. Все три музея созданы семьёй Вертхаймер.

Вид на город с окрестных гор
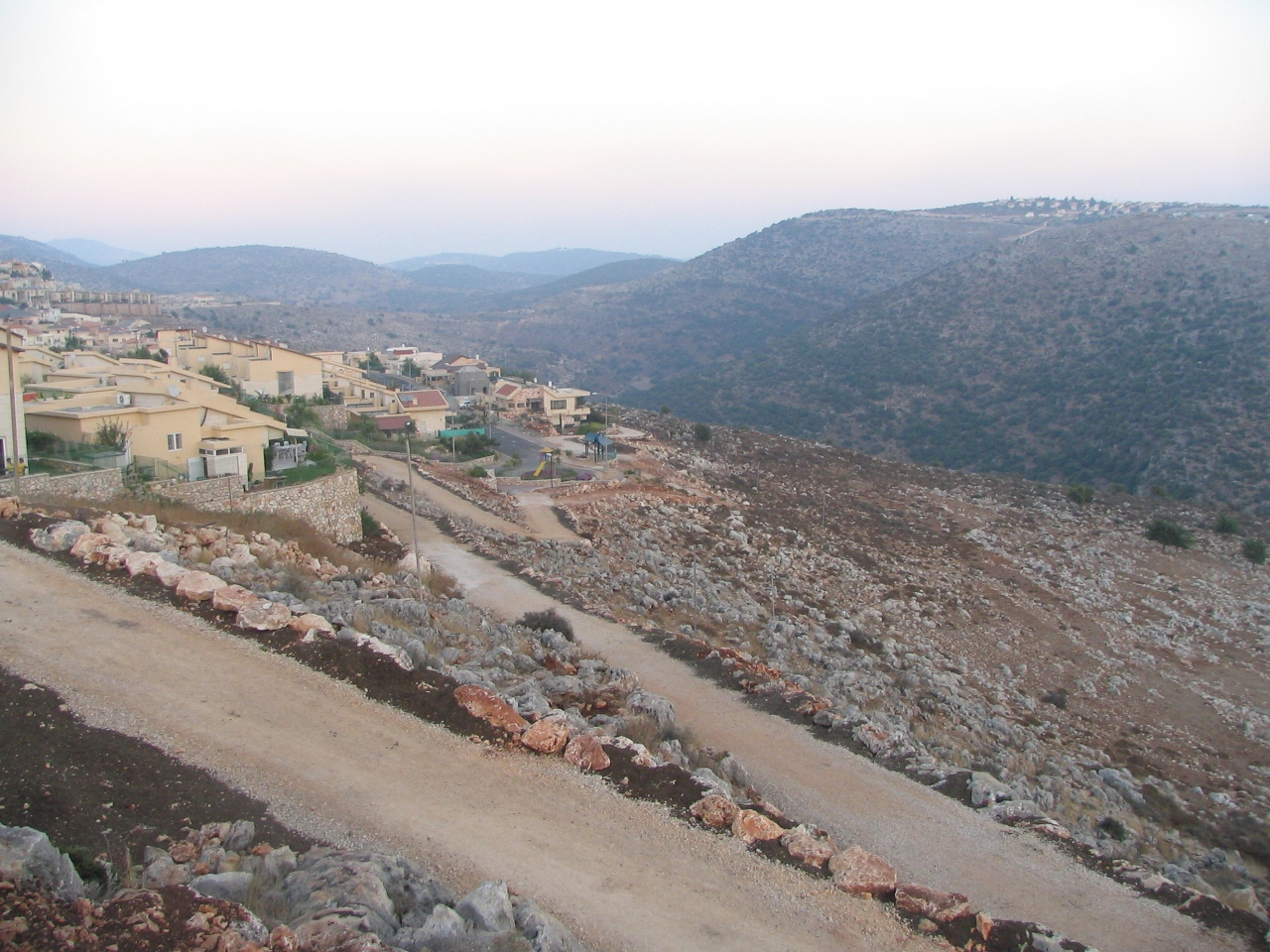
Вид на горы Галилеи из города
Музей современной скульптуры под открытым небом, Тефен
В заповеднике Цальмон

## Города-побратимыКармиэля
- Вильмерсдорф, Германия
- Денвер, Колорадо, США[50]
- Кишварда, Венгрия[51]
- Мец, Франция[52]
- Питтсбург, Пенсильвания, США[50]
- Хамар, Норвегия[53]

## Видео
- Видеофильм о Кармиэле (9 мин 19 сек)